# Бостонський Атенеум
Бостонський Атенеум — бібліотека та художній музей, що знаходиться в Бостоні (Массачусетс, США). Заснований 1807 року. Це один з найдавніших закладів культури в країні.

## Бібліотека
З 1851 року Атенеум належить до 5 найбільших бібліотек США. Тут зберігаються приватні бібліотеки Джорджа Вашингтона та генерала Генрі Нокса. У бібліотеці зберігається колекція Вільгельма III Оранського (King's Chapel collection). У фондах знаходяться рідкісні друки та фотографії 19 століття.
2005 року бібліотека мала 500 000 одиниць зберігання. Основні теми зібрання: історія Бостона, історія Нової Англії, англійська та американська література, історія мистецтва.

## Художня колекція
1812 року Атенеум одержав першу скульптуру, а 1818 року у фондах з'явилася перша картина. 1827 року вже чимала художня колекція була відкрита для загального огляду. До 1873 року тут проводилися щорічні художні виставки. Після заснування Бостонського музею образотворчого мистецтва, цей музей займав частину приміщень Атенеуму. 1876 року Бостонський музей образотворчого мистецтва переїхав у власне приміщення разом з частиною колекції Атенеуму.
Зараз в Атенеумі зберігаються бюсти Джорджа Вашвингтона, Бенджаміна Франкліна та Маркіза Лафаєта, створені Жаном-Антуаном Гудоном. Картини таких художників, як Матер Браун, Джон Сінгер Сарджент, Гілберт Стюарт, Томас Саллі, Честер Гардінг, а також велике зібрання картин Сефаса Томпсона.